# Msimoukoundrou
Msimoukoundrou ist ein Fluss auf Anjouan, einer Insel der Komoren in der Straße von Mosambik.

## Geographie
Der Fluss entspringt am Hang des Col de Moya im Süden von Anjouan. Er verläuft am steilen Hang nach Süden und mündet bei Maouéni bald in die Straße von Mosambik.
Nördlich schließt sich das Einzugsgebiet des Kombajou an.